# Каррік-на-Шанноні
Каррік-на-Шанноні (англ. Carrick-on-Shannon; ірл. Cora Droma Rúisc) — місто в Ірландії та адміністративний центр графства Літрім. Розташоване на річці Шаннон.

## Історія
1607 року королівський статут надав поселенню статус містечка, назву та печатку.

## Спорт
Діють спортивні клуби гельських ігор, регбі, академічного веслування, гольфу.

## Визначні місця
- Торговий дім (1830)
- «Замок Каррік» (робочий дім періоду Великого голоду)
- судноплавний канал Шанон-Ерне
- церква Св. Марії (1879)
- церква Св. Георгія
- мерія (1850)

## Міста-побратими
- Сессон-Севіньє